# Этвиль-ам-Зе
Этвиль-ам-Зе (нем. Oetwil am See) — коммуна в Швейцарии, в кантоне Цюрих.
Входит в состав округа Майлен. Население составляет 4330 человек (на 31 декабря 2007 года). Официальный код — 0157.